# Рауль Нор'єга
Рауль Нор'єга (ісп. Raúl Noriega, нар. 4 січня 1970, Гуаякіль) — еквадорський футболіст, що грав на позиції захисника, насамперед за «Барселону» (Гуаякіль) та національну збірну Еквадору.

## Клубна кар'єра
У дорослому футболі дебютував 1987 року виступами за «Барселону» з рідного Гуаякіля. Провів у цій команді шість сезонів, взявши участь у 99 матчах чемпіонату, після чого був запрошений до аргентинського «Бока Хуніорс».
Закріпитися в аргентинській команді не зумів і вже наступного 1994 року повернувся до рідної гуаякільської «Барселони». Відтоді і до завершення ігрової кар'єри у 2007 встиг відіграти за рідну команду понад 300 ігор у першості Еквадору. Протягом 2003—2005 років встиг також пограти за «Депортіво Куенка».

## Виступи за збірну
1988 року дебютував в офіційних матчах у складі національної збірної Еквадору.
У складі збірної був учасником домашнього Кубка Америки 1993 року та Кубка Америки 1995 року в Уругваї.
Загалом вигликався до лав збірної протягом десяти років, утім провів у її формі за цей період лише 27 матчів, забивши 2 голи.